# Hans Rosenquist (regissör)
För den svenske konstnären, se Hans Rosenquist.
Hans Rosenquist, född 1 augusti 1949, är en dansk teaterregissör, dramaturg och teaterpedagog.

## Biografi
1969-1971 gick Hans Rosenquist en utbildning i teaterregi hos Théâtre national populaire i Lyon och 1971-1974 gick han teaterregilinjen vid Statens Teaterskole i Köpenhamn. Efter att ha frilansat som regissör var han 1973-1975 konstnärlig ledare för teatern Svalegangen i Aarhus. I Danmark har han bland annat regisserat på Aarhus Teater, Odense Teater, Gladsaxe Teater, Folketeatret i Köpenhamn, Aalborg Teater, Jomfru Ane Teater och Det Kongelige Teater samt även opera på Den Jyske Opera i Aarhus. 1980-1983 var han rektor för skådespelarutbildningen vid Odense Teater och 1999-2003 rektor för skådespelarutbildningen vid Aarhus Teater. 1984- 1988 var han dramaturg och fast regissör vid Aarhus Teater och samtidigt som han ledde skådespelarutbildningen vid Odense Teater verkade han även som dramaturg och regissör vid teatern. 1989-1990 var han chef för Rogaland teater i Stavanger. 1995 var han en av kandidaterna till chefsposten på Göteborgs stadsteater och 2005 utsågs han till chef för Länsteatern på Gotland men avskedades av styrelsen innan han hann tillträda. Till hans största framgångar som regissör hör Ludvig Holbergs Jeppe paa Bjerget på Nationaltheatret i Oslo 1992 och Peter Weiss Marat/Sade på Aarhus Teater 2005. Hans Rosenquist är känd för sina bildmässiga uppsättningar och han har laborerat med totalteaterformen. Han har dramatiserat flera litterära verk. 1973 gav han ut diktsamlingen Nogen tror stadig på tvivlen och han har översatt dramatik och lyrik från franska.

## Regi i Sverige
| År   | Produktion                               | Upphovsmän                                       | Teater                 |
| ---- | ---------------------------------------- | ------------------------------------------------ | ---------------------- |
| 1992 | Alla mina söner All my sons              | Arthur Miller                                    | Dalateatern            |
| 1994 | Lysande utsikter Great Expectations      | Charles Dickens Bearbetning Hans Rosenquist      | Dalateatern            |
| 1996 | Victor Victor ou les Enfants au pouvoir  | Roger Vitrac Översättning Göran O. Eriksson      | Stockholms stadsteater |
| 1996 | Stjärnornas herrar                       | Dag Norgård                                      | Skånska Teatern        |
| 1997 | Den inbillade sjuke Le Malade imaginaire | Molière Översättning Hjalmar Gullberg            | Dalateatern            |
| 2000 | Den sista sucken Det sidste suk          | Svend Åge Madsen Översättning Michael Segerström | Boulevardteatern       |